# Campionati europei di concorso completo 1971
I Campionati europei di concorso completo 1971 si sono svolti a Burghley, in Gran Bretagna.

## Podi
| Evento           | Oro              | Argento          | Bronzo          |
| Gara individuale | Principessa Anna | Debbie West      | Stewart Stevens |
| Gara a squadre   | Regno Unito      | Unione Sovietica | Irlanda         |

## Medagliere
| Posiz. | Nazione          | Oro | Argento | Bronzo | Totale |
| ------ | ---------------- | --- | ------- | ------ | ------ |
| 1      | Regno Unito      | 2   | 1       | 0      | 3      |
| 2      | Unione Sovietica | 0   | 1       | 0      | 1      |
| 3      | Irlanda          | 0   | 0       | 1      | 1      |
| Totale | Totale           | 2   | 2       | 2      | 6      |